# Pixel 7
El Pixel 7 y el Pixel 7 Pro son dos teléfonos inteligentes Android creados, desarrollados y comercializados por Google como parte de la línea de productos Google Pixel. Representan la evolución de los modelos Pixel 6 y Pixel 6 Pro, respectivamente. Estos dispositivos fueron presentados por primera vez en mayo de 2022, durante la conferencia principal de Google I/O. Funcionan con el chip Google Tensor de segunda generación y presentan un diseño que guarda similitudes con la serie Pixel 6. Estrenaron el, en ese momento, recién lanzado Android 13.
La presentación oficial del Pixel 7 y el Pixel 7 Pro tuvo lugar el 6 de octubre de 2022, durante el evento anual Made by Google, y se pusieron a la venta en los Estados Unidos el 13 de octubre.

## Especificaciones

### Diseño
El Pixel 7 y el Pixel 7 Pro presentan el esquema de color de dos tonos en la parte trasera y la barra de la cámara grande introducida en el Pixel 6 y el Pixel 6 Pro, aunque ahora la barra de la cámara está hecha de aluminio. En la parte frontal, los dispositivos conservan el notch de pantalla perforada en el centro, que se introdujo en la serie Pixel 6.

#### Colores
Cada uno está disponible en tres colores:
| Pixel 7                                  | Pixel 7                                   | Pixel 7                                   |                                           | Pixel 7 Pro                               | Pixel 7 Pro                               | Pixel 7 Pro |
| Diagram of a Pixel 7 smartphone in gold. | Diagram of a Pixel 7 smartphone in white. | Diagram of a Pixel 7 smartphone in black. | Diagram of a Pixel 7 smartphone in green. | Diagram of a Pixel 7 smartphone in white. | Diagram of a Pixel 7 smartphone in black. |             |
| Verde lima                               | Nieve                                     | Obsidiana                                 | Verde liquen                              | Nieve                                     | Obsidiana                                 |             |

### Hardware
El Google Pixel 7 cuenta con una pantalla OLED de 6,2 pulgadas con resolución Full HD+ y tasa de refresco de 120 Hz. El procesador es el Google Tensor G2, fabricado en 5 nm. La RAM es de 8 GB y el almacenamiento interno es de 128 o 256 GB. La cámara trasera es triple, con un sensor principal de 50 megapíxeles, un ultra gran angular de 12 megapíxeles y un teleobjetivo de 48 megapíxeles. La cámara frontal es de 10,8 megapíxeles. La batería tiene una capacidad de 4600 mAh.
El Google Pixel 7 Pro integra una pantalla AMOLED de 6,7 pulgadas con resolución Quad HD+ y una tasa de refresco adaptativa de 10 a 120 Hz. Está alimentado por el procesador Google Tensor G2, acompañado de 12 GB de RAM y 128 o 256 GB de almacenamiento interno. En cuanto a la cámara, el Pixel 7 Pro cuenta con un sistema triple en la parte trasera, compuesto por un sensor principal de 50 MP, un teleobjetivo de 48 MP y un ultra gran angular de 2 MP. La cámara frontal es de 10,8 MP. El Pixel 7 Pro también cuenta con una batería de 5000 mAh, conectividad 5G, Wi-Fi 6E y Bluetooth 5.2.

### Software
El Pixel 7 y el Pixel 7 Pro fueron lanzados inicialmente con Android 13 y la versión 8.7 de la aplicación Google Camera. Estos dispositivos recibirán al menos tres años de actualizaciones principales del sistema operativo, con un soporte que se extenderá hasta 2025, así como al menos cinco años de actualizaciones de seguridad, que se mantendrán hasta 2027. Además de mejoras en funciones como Night Sight y Real Tone, las cámaras de estos teléfonos Pixel 7 y Pixel 7 Pro introdujeron características como Guided Frame, Photo Unblur y Cinematic Blur. El Pixel 7 Pro también incluye un modo de fotografía macro para aprovechar su lente telefoto adicional, junto con mejoras en Super Res Zoom. Las funciones Direct My Call y la aplicación Recorder han recibido mejoras de rendimiento, y Google anunció que su servicio de VPN de Google One estaría incluido de forma gratuita en la serie Pixel 7. Estos dispositivos solo son compatibles con aplicaciones que tienen binarios de 64 bits, marcando una novedad en los teléfonos Android. Además, gracias a una colaboración entre Google, Snapchat y TikTok anunciaron que admitirían video HDR de 10 bits en la serie Pixel 7.